# Irish Wish
Irish Wish ist ein US-amerikanischer Spielfilm aus dem Jahr 2024 mit Lindsay Lohan, Ed Speleers, Alexander Vlahos, Ayesha Curry, Elizabeth Tan und Jane Seymour, der unter der Regie von Janeen Damian nach einem Drehbuch von Kirsten Hansen entstand. Auf Netflix wurde die romantische Komödie am 15. März 2024 veröffentlicht.

## Handlung
Die New Yorker Verlagslektorin Maddie Kelly ist heimlich in den von ihr seit langem betreuten Autor Paul Kennedy verliebt, wagt aber nicht, ihm ihre Zuneigung zu offenbaren. Bei einer Lesung verliebt sich der aus Irland stammende Paul in ihre beste Freundin Emma. Als nach einigen Monaten die Hochzeit der beiden am Stammsitz von Pauls Familie in Irland ansteht, gehört Maddie zu den Brautjungfern.
Kurz vor der Feier auf einer traditionellen "Wunschbank" aus Felsensteinen mitten in der irischen Natur sitzend, spricht sie ihren größten Wunsch aus. Der geht tatsächlich über Nacht in Erfüllung, und sie wacht anstelle ihrer Freundin als Braut auf. Allerdings hat sie inzwischen auch den englischen Naturfotografen James Thomas kennengelernt, der kurzfristig als Hochzeitsfotograf einspringt. Sie beginnt zu zweifeln, ob ihre nun unmittelbar bevorstehende Hochzeit mit Paul das Richtige für sie ist.
Maddie macht schließlich ihren Wunsch bei Brigida von Kildare rückgängig und beschließt, ein Buch über die Cliffs of Moher zu schreiben. James Thomas begleitet sie dorthin.

## Besetzung und Synchronisation
Die deutschsprachige Synchronisation übernahm die Interopa Film. Dialogregie führte Juana von Jascheroff, das Dialogbuch schrieb Katharina Bese.
| Rolle           | Darsteller       | Synchronsprecher     |
| --------------- | ---------------- | -------------------- |
| Emma Taylor     | Elizabeth Tan    | Franziska Endres     |
| James Thomas    | Ed Speleers      | Fabian Oscar Wien    |
| Liam            | Steve Hartland   | Sven Fechner         |
| Maddie Kelly    | Lindsay Lohan    | Maria Koschny        |
| Murphy          | Tim Landers      | Sven Brieger         |
| Olivia Kennedy  | Jacinta Mulcahy  | Juana von Jascheroff |
| Pater Callahan  | Aidan Jordan     | Michael Tietz        |
| Paul Kennedy    | Alexander Vlahos | Jannik Endemann      |
| Rosemary Kelly  | Jane Seymour     | Irina von Bentheim   |
| Saint Brigid    | Dawn Bradfield   | Julia Blankenburg    |
| Sean Kennedy    | Maurice Byrne    | Gerrit Hamann        |
| Tom O'Callaghan | James Rottger    | Konrad Bösherz       |

## Produktion und Hintergrund
Der Film wurde von Motion Picture Corporation of America (MPCA), Wild Atlantic Pictures und Riviera Films produziert, als Produzenten fungierten Michael Damian und Brad Krevoy. Dreharbeiten fanden im September und Oktober 2022 in Irland statt, Drehorte waren unter anderem Dublin, Wicklow, der Flughafen Knock, Lough Tay, Matt Molloy's Pub in Westport, Killruddery House, die Powerscourt Distillery und die Cliffs of Moher.
Die Kamera führte Graham Robbins, die Musik schrieb Nathan Lanier, die Montage verantwortete Scott Hill. Das Production-Design gestaltete Grant Montgomery und das Kostümdesign Scotti-Henson Tim.
Nach dem 2022 veröffentlichten Weihnachtsfilm Falling for Christmas war dies die zweite Produktion von Lindsay Lohan für Netflix, die ebenfalls unter der Regie von Janeen Damian entstand. Eine dritte Zusammenarbeit von Lohan und Netflix ist der Weihnachtsfilm Our Little Secret. Im Film ist Lindsay Lohans jüngerer Bruder Dakota Lohan zu sehen.

## Rezeption

### Kritiken
Dani Maurer vergab auf outnow.ch drei von sechs Sternen. Für einen gemütlichen Pärchen-Abend auf dem Sofa reicht Irish Wish vollkommen aus, aufgrund eines wunderbar in Szene gesetzten Landes, sympathischer Nebenfiguren und einer Geschichte, die nicht besonders aufregend, aber solide erzählt werde.
Oliver Armknecht bewertete den Film auf film-rezensionen.de mit vier von zehn Punkten, dieser gefalle durch das farbenfrohe irische Setting. Auch die Fantasy-Elemente um eine Heilige, die einen Liebeswunsch erfüllt, seien eine Bereicherung. Ansonsten handle es sich um eine 08/15-Liebeskomödie.

### Abrufe
In der Startwoche hatte der Film 30,6 Millionen Besucher auf Netflix und lag damit hinter Damsel auf Platz 2 der meistgesehenen Filme der Woche. In 7 Tagen brachte es der Film auf 698,8 Millionen gestreamte Minuten.
Im März 2024 erreichte der Film laut digital i in Deutschland 1,808 Millionen Haushalte und lag damit hinter Damsel auf Platz 2.
Im ersten Halbjahr 2024 lag der Film mit insgesamt 72,1 Millionen Views auf Platz neun der meistgeschauten Netflix-Filme.